# Film o ljubwi
Film o ljubwi ist ein russischer Dokumentarfilm aus dem Jahr 2015.

## Inhalt
In einer nicht näher verorteten Plattenbausiedlung der russischen Metropole Sankt Petersburg kniet ein etwa 50 Jahre alter Mann, Dmitri, auf dem Boden seines Arbeitszimmers und hantiert mit Kabeln. Eine Katze schaut ihm dabei zu. Auf dem Computerbildschirm ist ein Videoschnittprogramm geöffnet, in dem Dmitri auf Popmusik ein Auftragsvideo für ein Medizinlabor schneidet. Dmitri stellt fest, dass er sich eine Zigarette verdient hat. Seine Freundin Anna leistet ihm Gesellschaft. Kurz darauf sieht man ihn mit anderen Männern vor dem Supermarkt Bier trinken.
Wieder in der Wohnung stellt Anna fest, dass er betrunken ist. Er versorgt die Katze und teilt Anna mit, den Nachbarn Mischa besuchen zu wollen. Sie nimmt es schweigend zur Kenntnis.
Im nun folgenden Trinkgelage wechseln Gewaltandrohungen in russischem Mat und Verbrüderungen einander ab. Immer wieder beteuert Dmitri, dass er morgen endlich seinen Film über Liebe beginnt. Über die Liebe eines Paares, das sich in der Siedlung um die Gebäudereinigung kümmert. Mischa winkt ab und versichert Dmitri, dass der seinen Film auch morgen nicht drehen wird.
Gelegentlich wird die Anwesenheit des Kameramanns bemerkt. Angriffen auf die Kamera stellt sich Dmitri schützend entgegen. Während einer Fahrt mit dem Fahrstuhl meint er zu den gerade entstehenden Aufnahmen über sich: „Ich denke nicht, dass ein Dozent der Filmakademie so sein darf. Irgendwie ist mir das… nicht direkt wichtig oder unwichtig… wohl eher egal.“
Als der Morgen graut ruft Anna an. Dmitri sitzt allein vor dem Supermarkt und bittet sie, noch zu warten. Nach dem Telefonat sagt er: „Sie weiß alles über mich. Sie weiß es einfach alles.“

## Hintergrund und Veröffentlichung
Dmitri Kalaschnikow drehte den Film im Rahmen seines Regiestudiums am Sankt-Petersburger Staatlichen Institut für Film und Fernsehen als Porträt seines Dozenten Dmitri Sidorow. Es ist sein Debüt bei einem dokumentarischen Kurzfilm. Bekannt wurde Kalaschnikow mit seinem Found-Footage-Film The Road Movie, basierend auf Dashcam-Videos von Verkehrsunfällen in Russland, der 2018 unter anderem auf die Longlist der Academy Awards aufgenommen wurde.
Film o ljubwi wurde am 23. April 2015 auf dem internationalen Filmfestival Visions du Réel in Nyon (Schweiz) uraufgeführt. Der Protagonist des Films, Dokumentarfilmregisseur und Hochschuldozent Dmitri Sidorow, starb wenige Monate nach der Veröffentlichung im Alter von 53 Jahren.